# Skins (album)
Skins è il terzo album in studio del rapper statunitense XXXTentacion, pubblicato postumo il 7 dicembre 2018 e distribuito dalla Bad Vibes Forever ed Empire Distribution. Promosso dal singolo BAD!, pubblicato il 9 novembre 2018, Skins era uno dei progetti sul quale Onfroy stava lavorando prima della sua morte, ed è il suo primo album postumo.
L'unico featuring dell'album è Kanye West, nella traccia One minute. È presente anche una collaborazione con Travis Barker, batterista del gruppo statunitense Blink-182, sempre nella medesima traccia.
Nonostante la critica negativa ricevuta dall'album, esso ha esordito alla prima posizione della Billboard Hot 200.

## Antefatti
Dopo la pubblicazione di A Ghetto Christmas Carol nel dicembre 2017, XXXTentacion annunciò che erano in lavorazione tre nuovi progetti, che rivelerà essere Bad Vibes Forever, ? e Skins. Il secondo album in studio del rapper statunitense intitolato ? fu pubblicato nel marzo 2018. XXXTentacion venne ucciso in una sparatoria nel giugno 2018, prima che Bad Vibes Forever e Skins potessero essere pubblicati.
Dopo la sua morte, in una storia sul suo profilo Instagram, venne affermato che l'album sarebbe stato "super corto. Sarà letteralmente un minuto", mentre diverse testate giornalistiche riportano che l'album appare incompiuto. Alcuni dettagli riguardanti l'album sono stati trapelati quando un link dell'iTunes Store è diventato attivo per un periodo di tempo a partire dal 7 novembre 2018, prima di essere rimosso; il link mostrava che l'album avrebbe contenuto 10 tracce, per un totale di 17 minuti. L'unico titolo mostrato era quello del futuro singolo BAD!. DJ Scheme, il DJ nonché amico di XXXTentacion, ha affermato che Skins non sarebbe stato l'ultimo progetto postumo di Onfroy.
Nel settembre 2018, il rapper e produttore discografico Kanye West ha presentato in anteprima un brano estratto dal suo prossimo album in studio Yandhi, che presentava una collaborazione postuma di XXXTentacion. Il 23 novembre 2018 è trapelato in rete uno snippet di una canzone di Onfroy intitolato One Minute, che prevedeva una collaborazione con West. Il 3 dicembre 2018, One Minute è stato successivamente confermato quando è stata rivelata la tracklist ufficiale di Skins.

## Promozione
L'album è stato promosso da un'esibizione live dei rapper Trippie Redd, PnB Rock e Ski Mask the Slump God , apparsi tutti nei lavori precedenti del rapper di Plantation.
La prima settimana dopo l'uscita dell'album, Skins si è posizionato alla vetta della Billboard Hot 200, totalizzando un totale di 121,8 milioni di streaming online. Skins è il primo album postumo ad essere in cima alla classifica dopo The Very Best of Prince, una raccolta entrata in vetta dopo la morte del cantautore statunitense Prince.

## Accoglienza
| Recensione      | Giudizio |
| --------------- | -------- |
| Metacritic      | 44/100   |
| AllMusic        |          |
| The Independent |          |
| NME             |          |
| Pitchfork       | 3/10     |
| Slant Magazine  |          |
| XXL             | L (3/5)  |

Sul sito di recensioni Metacritic, l'album ha totalizzato un punteggio di 44 su 100, venendo definito come "nella media".

## Tracce
1. Introduction – 0:31 (testo: Jahseh Onfroy – musica: Jahseh Onfroy)
2. Guardian angel – 1:48 (testo: Jahseh Onfroy, Ciara Simms – musica: Jahseh Onfroy, Potsu)
3. Train food – 2:44 (testo: Jahseh Onfroy, John Cunningham – musica: John Cunningham, Jahseh Onfroy)
4. Whoa (mind in awe) – 2:37 (testo: Jahseh Onfroy, John Cunningham, Robert Soukiasyan – musica: John Cunningham, Scott Theft)
5. BAD! – 1:34 (testo: Jahseh Onfroy, John Cunningham, Robert Soukiasyan – musica: Jahseh Onfroy, John Cunningham, Robert Soukiasyan)
6. STARING AT THE SKY – 1:25 (testo: Jahseh Onfroy, John Cunningham – musica: John Cunningham, Jahseh Onfroy)
7. One Minute (feat. Kanye West) – 3:17 (testo: Jahseh Onfroy, John Cunningham, Travis Barker, Kanye West – musica: John Cunningham)
8. Difference (interlude) – 1:16 (testo: Jahseh Onfroy, John Cunningham – musica: John Cunningham)
9. I don't let go – 2:01 (testo: Jahseh Onfroy, John Cunningham, Kevin Gomringer, Tim Gomringer – musica: John Cunningham, Cubeatz)
10. What are you so afraid of? – 2:30 (testo: Jahseh Onfroy, John Cunningham, Robert Soukiasyan – musica: John Cunningham, Robert Soukiasyan)

## Formazione
Musicisti
- Jahseh Onfroy – voce, testi, ingegneria, produzione, produzione esecutiva
- Kanye West – testi, voce
- Travis Barker – testi, batteria
- John Cunningham – basso, testi, batteria, ingegneria, produzione esecutiva, chitarra, missaggio, pianoforte, produzione, programmazione
- Robbie Soukiasyan – produzione addizionale, testi, ingegneria, chitarra, pianola, missaggio, pianoforte, produzione

Produzione
- Kevin Gomringer – testi
- Tom Gomringer – testi
- Koen Heldens – missaggio
- Brandon Brown – assistenza missaggio
- Dave Kutch – mastering
- Kevin Peterson – assistenza mastering
- C. Nicole Simms – testi